# Osma banijska udarna brigada NOVJ-a
Osma banijska narodnooslobodilačka udarna brigada formirana je 7. rujna 1942. godine u selu Obljaju, kraj Gline kao Šesta banijska brigada. Odluku o formiranju brigade donio je Štab Prve operativne zone Hrvatske, a u njezin sastav su ušli boraci Prvog, Drugog i Četvrtog bataljuna Banijskog partizanskog odreda. Na dan formiranja imala je je oko 1000 boraca, naoružanih puškama, 17 lakih strojnica, pet strojnica i 35 pištolja.
Odlukom Glavnog štaba NOV i PO Hrvatske 18. rujna 1942. godine preimenovana je u Osmu banijsku brigadu, a od 22. studenog 1942. do kraja rata nalazila se u sastavu Sedme banijske udarne divizije. U rujnu 1943. godine brigada je preimenovana i nosila je naziv Druga brigada Sedme banijske udarne divizije. Brigada je rasformirana 6. prosinca 1944. godine, a njezini borci prebačeni su u sastav Prve, Treće i Četvrte brigade Sedme banijske udarne divizije.
Prvi zapovjednik brigade bio je Stanko Bjelajac, a politički komesar Damjan Vujnović.
Brigada je početkom ožujka 1944. godine proglašena „udarnom”, a za zasluge tijekom Narodnooslobodilačke borbe odlikovana je Ordenom zasluga za narod i Ordenom bratstva i jedinstva. Povodom petnaestogodišnjice bitke na Sutjesci, lipnja 1958. godine, odlikovana je i Ordenom narodnog heroja.

## Borbeni put
Brigada je sudjelovala u Bihaćkoj operaciji, tijekom koje je oslobođen grad Bihać i njegovo šire područje. Nakon toga je djelovala u široj okolici, oslobodivši Slunj, izvršila napade na ustaška uporišta u Cetingradu i Podcetinu, Matijevićima i Dvoru na Uni, izvršila diverziju na pruzi Sisak – Sunja krajem 1942. i početkom 1943. godine. 
Tijekom osovinske ofenzive na slobodni partizanski teritorij Bihaćke republike, brigada je branila pravac Bihać – Bosanski Petrovac – Dvor, nakon čega je sudjelovala u bici na Neretvi tijekom veljače i ožujka 1943. godine. Nakon popunjavanja borbenog sastava i borbi protiv četničkih grupa i muslimanskih milicija, brigada je sudjelovala u bitci na Sutjesci tijekom svibnja i lipnja 1943. godine. Nakon završetka bike na Sutjesci, brigada je naredno razdoblje iskoristila da ponovno popuni redove novim borcima, nakon čega se preko Kladnja i središnje Bosne uputila natrag na Banovinu. Nakon reorganozacije sudjelovala je u borbama na komunikacijama Karlovac – Ogulin, napadu na Glinu te u borbama tijekom njemačke ofenzive, operacija Panther.
Tijekom 1944. godine, Osma brigada je bila angažirana u borbama u dolini rijeke Une, vodila borbe za Veliki Šušnjar i Dođoše, odbijala neprijateljske napade tijekom njemače ofenzive, operacija Schach, vodila borbe u tzv. Banijskom trokutu, zatim sudjelovala u operacijama 4. hrvatskog korpusa oko Sunje.

## Sastav
- Štab brigade
  - zapovjednik — Stanko Bjelajac Ćane
  - zamjenik zapovjednika — Milan Pavlović
  - politički komesar — Dušan Vujnović
  - zamjenik pol. komesara — Šukrija Bijedić
  - operativni časnik — Vojko Hošteter
  - referent saniteta — Janko Bobetko
  - intendant — Mile Kotoran
  - načelnik štaba — Nikola Bjelajac
  - rukovoditelj Političkog odjela (Politodjel) — Stjepan Debeljak Bil, narodni heroj
- Prvi bataljun
  - zapovjednik — Miloš Suzić
  - zamjenik zapovjednika — Nedeljko Relić
  - politički komesar — Žarko Mihajlović
  - zamjenik pol. komesara — Živko Dabić
  - operativni časnik — Dušan Nevajda Duća
  - sekretar partijskog biroa — Ferid Lukačević
- Drugi bataljun
  - zapovjednik — Rade Grmuša, narodni heroj
  - zamjenik zapovjednika — Dragan Šoljić
  - politički komesar — Uroš Slijepčević
  - zamjenik pol. komesara — Tomo Ugarković
  - operativni časnik — Nikola Joka
- Treći bataljun
  - zapovjednik — Dušan Ostojić
  - zamjenik zapovjednika — Dmitar Suzić
  - politički komesar — Milan Mraković
  - zamjenik pol. komesara — Božo Haluza
- Četvrti bataljun
  - zapovjednik — Pero Maljković

Izvor: Vojska.net

### Narodni heroji brigade
Pet boraca Osme banijske udarne brigade proglašeno je za narodne heroje Jugoslavije. Neki od njih su:
- Stjepan Debeljak Bil, rukovoditelj Politodjela
- Rade Grmuša, zapovjednik brigade
- Adam Petrović, zapovjednik bataljuna